# Güssing (distrikt)
Güssing är ett distrikt i förbundslandet Burgenland i Österrike och består av följande kommuner (de kroatiska kommunnamnen står inom parentes):

- Bildein
- Bocksdorf
- Burgauberg-Neudauberg
- Eberau
- Gerersdorf-Sulz
- Großmürbisch (Veliki Medveš)
- Güssing
- Güttenbach (Pinkovac)
- Hackerberg
- Heiligenbrunn
- Heugraben (Žarnovica)
- Inzenhof
- Kleinmürbisch
- Kukmirn
- Moschendorf
- Neuberg im Burgenland  (Nova Gora)

Kommunerna i distriktet Güssing

- Neustift bei Güssing
- Olbendorf
- Ollersdorf im Burgenland
- Rauchwart
- Rohr im Burgenland
- Sankt Michael im Burgenland
- Stegersbach
- Stinatz (Stinjaki)
- Strem
- Tobaj
- Tschanigraben
- Wörterberg (Stinjački Vrh)